# Kotijärvi (Gällivare socken, Lappland, 743754-171798)
Kotijärvi är en sjö i Gällivare kommun i Lappland och ingår i Råneälvens huvudavrinningsområde. Sjön har en area på 0,0957 kvadratkilometer och ligger 412,3 meter över havet.

## Delavrinningsområde
Kotijärvi ingår i det delavrinningsområde (743407-171841) som SMHI kallar för Mynnar i Venetjoki. Medelhöjden är 440 meter över havet och ytan är 24,17 kvadratkilometer. Det finns inga avrinningsområden uppströms utan avrinningsområdet är högsta punkten. Suolojoki som avvattnar avrinningsområdet har biflödesordning 3, vilket innebär att vattnet flödar genom totalt 3 vattendrag innan det når havet efter 188 kilometer. Avrinningsområdet består mestadels av skog (84 procent) och sankmarker (12 procent). Avrinningsområdet har 0,77 kvadratkilometer vattenytor vilket ger det en sjöprocent på 3,2 procent.